# Брей (Ірландія)
Брей (англ. Bray; ірл. Bré) — місто в Ірландії у графстві Віклов. Найбільше за населенням місто графства Віклов, 9-те за населенням місто країни.

## Назва
Назва походить від ірландського «Brí Chulainn» — пагорб або підвищення.

## Історія
У середньовічні часи територія, на якій існувало село Брей, безпосередньо підпорядковувалася британській короні та керувалася з Дублінського замку. Усередині країни село перебувало під контролем гельських вождів, таких як клани О'Тул і О'Бірна. Одним із перших зображень поселення на мапі є «Сучасне зображення Ірландії, одного з Британських островів», складене Абрахамом Ортеліусом 1598 року.
У серпні або вересні 1649 року Олівер Кромвель, як вважають, перебував у Бреї на шляху до Вексфорда з Дубліна.
Протягом 17—18 століть Брей залишався типовим невеликим помісним селом, але у другій половині 18-го століття, середні класи Дублін, втікаючи від міської тисняви та перенаселеності, починають переселятись до Брея, тим паче поселення було розташоване неподалік від Дубліна.
Перша залізниця в Ірландії, «Dublin and Kingstown Railway (D&KR)», була побудована в 1834 році, за двадцять років потому вона була продовжена до Брея (1854). Завдяки появі залізниці, Брей перетворився на один з головних морських курортів Ірландії.
Після Другої світової війни, у 1950-х роках, місто відвідувало багато туристів, здебільшого з Шотландії, Англії та Північної Ірландії.
Проте у 1960-ті роки Брей став менш відвідуваним іноземними туристами, залишаючись місцевим центром відпочинку для жителів Дубліна.
Починаючи з 2001 року, місто перебувало під контролем міської ради. До 2001 року місто мало статут, міський округ, спільно управлялося обраними міською радою та радою округу.
Південна частина міста, починаючи від Southern Cross Road, не підпорядковується міській раді, проте підпорядкована раді графства Віклов.
Місто є одним із основних місць проведення Дня Св. Патрика.
Місто є значним культурним центром — тут проходять кінофестивалі, є театр, артцентр.

## Видатні особи
- Керолл О'Делі — 5 президент Ірландії (1974—1976)
- Едді Джордан
- Принц Девітт
- Hozier
- Джеймс Джойс
- Кеті Тейлор
- Шинейд О'Коннор
- Шерідан Ле Фаню
- Даррен Рендолф
- Мелані Кларк Пуллен